# TAP Pharmaceuticals
TAP Pharmaceuticals a fost înființată în 1977 ca o joint venture între două companii farmaceutice globale, Abbott Laboratories și Takeda Pharmaceutical Co., și a fost desființată în 2008; cele două produse cele mai profitabile ale sale erau inhibitorul de pompă de protoni lansoprazol (Prevacid) și medicamentul pentru cancer de prostată, leuprorelin (Lupron). Scopul joint venture-ului era să obțină aprobarea și comercializarea în SUA și Canada a produselor pe care Takeda le descoperise și le dezvoltase.
Compania a fost înființată într-un moment în care companiile farmaceutice japoneze căutau parteneriate pentru a avea acces pe piața americană. Aceste eforturi au fost susținute de guvernul japonez din acea vreme pentru a ajuta economia națională să concureze în tehnologia superioară, deoarece țări precum Coreea de Sud și Taiwan începeau să recupereze Japonia în producția de mărfuri. Companiile farmaceutice japoneze erau în special puternice în domeniul generării de analogi ai antibioticelor cunoscute din clasa cefalosporină, medicamentele pentru cancer și medicamentele pentru afecțiunile cardiovasculare.
Primele produse pentru care TAP a depus cereri pentru noi medicamente au fost două cefalosporine, cefmenoxim (Cefmax) și cefsulodin (Cefonomil), estazolam pentru tulburări de somn și leuprorelin; leuprorelin a fost primul medicament aprobat, în 1985.
În 1998, Takeda și-a stabilit propria divizie de cercetare-dezvoltare și forță de vânzări în SUA pentru medicamentul antidiabetic pioglitazonă (Actos).
În 2000, TAP și-a retras cererea pentru noua substanță activă apomorfină (sub numele comercial "Uprima") ca tratament pentru disfuncția erectilă, după ce un grup de experți al FDA a ridicat întrebări legate de siguranța medicamentului, deoarece mulți subiecți ai studiilor clinice au leșinat după administrarea medicamentului.
În 2001, Departamentul de Justiție al SUA, procurorii generali ai statelor și TAP Pharmaceutical Products au ajuns la un acord privind acuzațiile penale și civile împotriva TAP referitoare la fraudă federală și a statului Medicare și comercializarea ilegală a medicamentului leuprorelin. TAP a plătit în total 875 de milioane de dolari, ceea ce a reprezentat un nivel record la acea vreme.
Acordul de 875 de milioane de dolari s-a împărțit astfel: 290 de milioane de dolari pentru încălcarea Legii privind Marketingul Medicamentelor Eliberate pe Rețetă, 559,5 milioane de dolari pentru soluționarea acuzațiilor federale de fraudă pentru suprafacturarea Medicare și 25,5 milioane de dolari pentru rambursarea a 50 de state și a Washingtonului, D.C., pentru depunerea de cereri false în cadrul programelor Medicaid ale statelor. Cazul a fost înregistrat conform Legii privind Cererile False, cu reclamațiile depuse de Douglas Durand, fost vicepreședinte al vânzărilor TAP, și Joseph Gerstein, un medic la practica HMO a Universității Tufts. Durand, Gerstein și Tufts au împărțit 95 de milioane de dolari din acord.
La momentul anunțării acordului, Departamentul de Justiție a anunțat, de asemenea, că șapte persoane au fost inculpate în baza unui juriu de judecată; DoJ a declarat și că patru medici se declaraseră deja vinovați de primirea de mită. Până în 2003, aproximativ 12 angajați TAP fuseseră inculpați și contestau acuzațiile, iar unul se declarase vinovat. Cu toate acestea, în iulie 2004, un juriu federal din Boston i-a declarat pe toți inculpații nevinovați.
Abbott și Takeda au convenit să încheie parteneriatul în 2008, Abbott păstrând drepturile asupra leuprorelinului, care înregistrase vânzări de 600 de milioane de dolari în 2007 și avea un brevet care expira în 2015, precum și aproximativ 300 de angajați care lucrau la acest produs, iar Takeda păstrând drepturile asupra lansoprazolului, care înregistrase vânzări de 2,3 miliarde de dolari în 2007, dar se confrunta cu concurență generica iminentă, împreună cu 800 de angajați în SUA și toate medicamentele din pipeline-ul TAP. Takeda era, de asemenea, obligată să plătească Abbott aproximativ 1,5 miliarde de dolari pe parcursul mai multor ani. Până în 2008, vânzările proprii ale Takeda din SUA în afara TAP crescuseră la 3 miliarde de dolari, în principal din vânzările de pioglitazonă, care devenise între timp cel mai bine vândut medicament antidiabetic din lume.